# Bernartice (ort i Tjeckien, lat 50,64, long 15,97)
Bernartice är en ort i Tjeckien. Den ligger i den nordöstra delen av landet, 130 km nordost om huvudstaden Prag. Bernartice ligger 489 meter över havet och antalet invånare är 902.
Terrängen runt Bernartice är huvudsakligen kuperad, men norrut är den platt.Runt Bernartice är det ganska tätbefolkat, med 80 invånare per kvadratkilometer. Närmaste större samhälle är Trutnov, 10,0 km söder om Bernartice. I omgivningarna runt Bernartice växer i huvudsak blandskog.